# Pedicularis grandiflora
Pedicularis grandiflora är en snyltrotsväxtart som beskrevs av Fisch.. Pedicularis grandiflora ingår i släktet spiror, och familjen snyltrotsväxter. Inga underarter finns listade i Catalogue of Life.